# Yakovlev Yak-50 (1949)
Yakovlev Yak-50 là một trong những loại máy bay tiêm kích đánh chặn động cơ phản lực đầu tiên được thiết kế tại OKB Yakovlev thuộc Liên Xô. Sau này tên gọi Yak-50 cũng được sử dụng để đặt tên cho nhào lộn và huấn luyện cánh quạt (xem Yakovlev Yak-50 (1976)).

## Phát triển
Vào ngày 21 tháng 2, 1949, Sovmin (Hội đồng bộ trưởng Liên Xô) đã ra một quyết định yêu cầu OKB Yakovlev thiết kế một máy bay đánh chặn hạng nhẹ có khả năng đạt tốc độ Mach 0.97 ở độ cao 4.000 m (13.000 ft) và được trang bị động cơ Klimov VK-1, loại động cơ này đã được trang bị cho máy bay tiêm kích Mikoyan-Gurevich MiG-15 và MiG-17. Máy bay mới bay lần đầu tiên vào tháng 7 năm 1949, nó đạt được tốc độ siêu âm là Mach 1.03 ở độ cao 10.000 m (33.000 ft) trong một chuyến bay thử nghiệm. Yak-50 vượt qua các cuộc thử nghiệm của chính phủ vào tháng 6, 1950. Nó xuất hiện trong một chiều hướng đánh giá đây là máy bay có hiệu suất ưu tú, nhưng một số khiếm khuyết cũng đáng chú ý nổi lên trong thiết kế của Yak-50.
Nói riêng, nhưng phanh hơi không có hiệu quả, máy bay có đường bay không ổn định ở tốc độ gần âm thành khiến cho việc ngắm bắn không thể đạt được, và máy bay khó có thể hạ cánh khi có gió thổi tạt ngang. Cuối cùng, việc nâng cấp MiG-17 đã được lựa chọn để thay thế cho Yak-50. Hiệu năng cao cấp hơn của Yak được thể hiện ở chi phí nhiên liệu và lợi thế có thể cùng chế tạo 2 máy bay khác nhau với một động cơ.

## Thông số kỹ thuật

Yak-50

### Đặc điểm riêng
- Phi đoàn: 1
- Chiều dài: 11.12 m (36 ft 6 in)
- Sải cánh: 8.01 m (26 ft 3 in)
- Chiều cao: n/a
- Diện tích : 16.0 m² (172.2 ft²)
- Trọng lượng rỗng: 3.085 kg (6.787 lb)
- Trọng lượng cất cánh: 4.155 kg (9.141 lb)
- Trọng lượng cất cánh tối đa: n/a
- Động cơ: 1× động cơ phản lực ném ly tâm Klimov VK-1, 26.5 kN (5.943 lbf)

### Hiệu suất bay
- Vận tốc cực đại: 1.120 km/h (696 mph)
- Tầm bay: 850 km (528 mi)
- Trần bay: 16.050 m (52.645 ft)
- Vận tốc lên cao: 68 m/s (13.380 ft/min)
- Lực nâng của cánh: 260 kg/m² (53 lb/ft²)
- Lực đẩy/trọng lượng: 0.65

### Vũ khí
- 2× pháo 23 mm Nudelman-Rikhter NR-23 cannons, 80 viên đạn mỗi khẩu

## Nội dung liên quan

### Máy bay có tính năng tương đương
- Mikoyan-Gurevich MiG-17
- Dassault Mystère II
- Dassault Mystère IV